# O19級潜水艦
O19級潜水艦（O19きゅうせんすいかん、蘭:Onderzeeboot van de O 19 klass）はオランダ海軍の機雷敷設用潜水艦の艦級で、同型艦は2隻。

## 概要
フェイエノールト・ロッテルダム造船所で建造され、機雷敷設の為、欧州および植民地にて運用された。 本級のO19 及びO20 はシュノーケルを装備した世界最初の潜水艦で、ディーゼルエンジンが稼働状態での潜航が可能であった。 安全潜航深度は100メートル (330 ft)。 準同型艦としてポーランドのオジェウ級潜水艦がある。垂直型の機雷敷設筒を左右両舷に10基ずつ装備した。

## 同型艦
進水時にはK XIXとK XXと命名されたが、後にO19 とO20に改称された。
| 艦名 | 起工          | 進水          | 就役          | 除籍                      |
| ---- | ------------- | ------------- | ------------- | ------------------------- |
| O19  | 1936年6月15日 | 1938年9月22日 | 1939年7月3日  | 1945年7月10日(処分)       |
| O20  | 1936年6月15日 | 1939年1月31日 | 1939年8月28日 | 1941年12月19日(撃沈/自沈) |